# Kostea wockei
Kostea wockei är en hjuldjursart som först beskrevs av Koste 1961.  Kostea wockei ingår i släktet Kostea och familjen Dicranophoridae. Inga underarter finns listade i Catalogue of Life.